# Odontopodisma
Odontopodisma is een geslacht van rechtvleugeligen uit de familie veldsprinkhanen (Acrididae). De wetenschappelijke naam van dit geslacht is voor het eerst geldig gepubliceerd in 1932 door Dovnar-Zapolskij.

## Soorten
Het geslacht Odontopodisma omvat de volgende soorten:
- Odontopodisma acuminata Kis, 1962
- Odontopodisma albanica Ramme, 1951
- Odontopodisma carpathica Kis, 1961
- Odontopodisma decipiens Ramme, 1951
- Odontopodisma fallax Ramme, 1951
- Odontopodisma montana Kis, 1962
- Odontopodisma rammei Harz, 1973
- Odontopodisma rubripes Ramme, 1931
- Odontopodisma schmidti Fieber, 1853